# Charles Armstrong-Jones
Charles Patrick Inigo Armstrong-Jones, vizconde Linley (Londres, 1 de julio de 1999) es el hijo de David Armstrong-Jones, y Serena Stanhope. Es el bisnieto del rey Jorge VI a través de su segunda hija, Margarita del Reino Unido. Es el heredero aparente al título de su padre y ocupa un puesto en la línea de sucesión al trono británico.

## Biografía
Armstrong-Jones nació en el Hospital Portland en Londres el 1 de julio de 1999. Fue bautizado en St. James's Palace ese mismo año y sus padrinos fueron Lady Bruce Dundas, Nigel Harvey, Nick Powell, Orlando Rock, Lucinda Cecil y Rita König. Tiene una hermana, Margarita Armstrong-Jones, quien es tres años menor. Usa el título subsidiario de vizconde Linley como título nobiliario.
En 2012, su tía abuela, la reina Isabel II lo hizo paje de honor. En septiembre de ese año, comenzó a asistir al Eton College en Berkshire. En la actualidad asiste a la Universidad de Loughborough en Leicestershire.
Como miembro de la Familia Real Británica, Armstrong-Jones asiste a eventos como Trooping the Colour y a Navidad en Sandringham. En honor al jubileo de diamante de la reina, Armstrong-Jones y su hermana asitieron a un servicio en el Día de Acción de Gracias en  la Catedral de San Pablo de Londres.

## Títulos y estilos
- 1999–2017: El Honorable Charles Armstrong-Jones
- 2017–presente: Vizconde Linley

## Sucesión
| Precedido por: David Armstrong-Jones, II Conde de Snowdon | Línea de sucesión al trono británico 26º.                 | Sucesor: Lady Margarita Armstrong-Jones |
| Precedido por: David Armstrong-Jones, II Conde de Snowdon | Línea de Sucesión como Conde de Snowdon (2017 - presente) | Sucesor: -                              |